# Ligne 171 (chemin de fer slovaque)
Pour les articles homonymes, voir Ligne 171.
La ligne 171 des chemins de fer Slovaque relie Zvolen
à Diviaky. Elle comprend un total de 12 tunnels construit majoritairement entre 1870 et 1872 et dont le plus long, le tunnel Sohler (Sohlengrund), mesure 658,2 m. Une galerie de 48,6 m a été ajoutée au tunnel Sohler dans les années 1960.

## Historique
La ligne a été ouverte à la circulation le 12 août 1884. Il fait partie de l'axe partant de Budapest vers le nord via Salgótarján - Fiľakovo - Lučenec - Zvolen - Martin
Le tronçon Zvolen - Hronská Dúbrava a été électrifié le 29 août 1995 avec une tension de 25 kV et 50 Hz.